# Psykiatrihistoriska museet

Psykiatrihistoriska museet är ett museum i Växjö invigt 1985 som belyser utvecklingen inom mentalvården från medeltiden till idag. Samlingen på museet består av vårdredskap, teknisk utrustning, foton, konstverk med mera. Samlingen uppgår till ungefär 3000 föremål. 